# Sedeči bik
Sedeči bik (dakotsko: Tȟatȟaŋka Iyotȟaŋka ali Ta-Tanka I-Yotank  [izg.: Tatanka Jotake ali Tatanka Jotanka], angleško: Sitting Bull), indijanski poglavar in vrač, * okoli 1831, blizu reke Grand River v Južni Dakoti, † 15. december 1890, indijanski rezervat Standing Rock, Dakota Teritory.
Bil je poslednji veliki poglavar indijanskega plemena Sujev (Dakota ali Lakota, kot so se sami imenovali).
Najbolj znan je po tem, da je skupaj s poglavarjema Norim konjem (angleško Crazy Horse) in Žolčem 25. junija 1876 v v bitki pri Malem velikem rogu pri reki Little Bighorn premagal 7. konjeniški polk vojske ZDA pod vodstvom polkovnika Georgea Armstronga Custerja.
V tej bitki je 210 konjenikov ameriške vojske napadlo približno 4000 Indijancev. Napadeni indijanski bojevniki so bitko dobili, za konjenico ZDA pa je bil do tedaj to največji vojaški poraz v zgodovini. Padlo je 268 vojakov ZDA, žrtve na indijanski strani pa se ocenjujejo na 40 bojevnikov.
V mesecih po bitki je Sedeči bik pobegnil čez Združene države v Wood Mountain, Saskatchewan, Kanada, kjer je ostal do 1881, ko se je predal ameriškim silam. Manjši del skupine pod vodstvom poglavarja Wambligija se je odločil, da ostane v Wood Mountain. Po vrnitvi v ZDA, je Sedeči bik nekaj časa nastopal v predstavi Buffalo Bill´s Wild West, zatem pa se vrnil v Standing Rock v Južni Dakoti. Zaradi strahov, da bo uporabil svoj vpliv za podporo gibanju Ghost Dance, je vlada ZDA preko Agencije za Indijance odredila njegov pripor. V spopadu  med podporniki Sedečega bika in policije je bil leta 1890 ustreljen.

## Poroka in družina
Zgodnja zgodovina družine Sedečega bika je nejasna, toda prva poroka se je verjetno dogodila leta 1851 
z ženo Her Pretty Door ali Light Hair. 1857 se jima rodi sin, ki je umrl v otroštvu zaradi bolezni. 
Light Hair je umrla med porodom. Sedeči bik, je posvojil nečaka, One Bulla v času smrti prvega sina. 
1857 je posvojil tudi mladega Assinibine, ki je postal Jumping Bull.

## Plemenski vrač
Sedeči bik je Sujiev sveti mož, ali wičaša wakaŋ, pri svojih zgodnjih dvajsetih letih. Njegove zasluge in odgovornosti ki jih je imel kot sveti mož, so vključevale razumevanja celostnih verskih običajev in verovanj Sujiev  in tudi učenja naravnih pojavov, kot so se navezovali v vedenja Sujiev . Intenzivni duh Tȟatȟaŋka Iyotȟaŋka je prevladal v njegovem celotnem bitju; v zrelih letih je neprestano ohranjeval in se izpraševal o razumevanju vesolja in načinih, v katerih bi lahko svoje neskončne moči koristno prenesel ljudem. Tȟatȟaŋka Iyotȟaŋka je poznal veščino zdravljenja in zdravilnih rastlin, čeprav ni bil zdravilec, pejuta wakaŋ.
Zaradi svojega statusa kot wičaša wakaŋ, je bil član Bizonje Družbe in član Heyoka, družba čudežne ptice thunderbirds.

## Udeležba v predstavi
1885 je bilo Sedečemu Biku dovoljeno, da zapusti rezervat in se pridruži predstavi  Buffalo Bill Cody´s Wild West. Zaslužil je okoli $50 tedensko za en krog s konjem okoli arene, kot razvpita atrakcija. Govorice, da je pogosto preklel publiko v svojem jeziku med šovom, nekateri zgodovinarji izpodbijajo. Obstajo poročila o tem, da je Sedeči Bik dejansko večkrat izrekal govore v navezavi na njegov željo po poučevanju mladine in ureditev odnosov med Suji  in belci. Poročila so tudi o tem, da je Sedeči Bik preklel svojo publiko med otvoritveno slovesnostjo ob zaključku Severne Železnice Pacifika v 1884.
Sedeči bik je ostal v tem šovu štiri mesece pred vrnitvijo domov. V tem času je postal nekakšna slavna oseba in romanticiran borec za svobodo. Zaslužil je malo bogastvo z računanjem za avtogram, čeprav je denar pogosto daroval za brezdomce in prosjake. V tem času je Sedeči Bik spoznal, da sovražniki niso omejeni le na vojaške pripadnike, ki jih je srečeval na svojem ozemlju in da so mnogi, ki so pripadniki v lastništvu tehnologije. Spoznal je tudi, da bi bili Suji premagani v nadaljevanju takega bojevanja.

## Incident aretacije in pokop
- 1890 - Sitting Bull ca. 1831 – December 15, 1890 Tȟatȟaŋka Iyotȟaŋka, Lakota ustreljen od agenta policista Red Tomahawka v glavo pri nasilnem izvrševanju aretacije, izdane zaradi priprav za Ples Zemlje  Ghost Dance-a

Potek aretacije: 12. decembra 1890, je bilo poslano sporočilo za aretacijo Tȟatȟaŋka Iyotȟaŋka. Na dan 15. december je 43 policistov - Indijancev obkolilo njegovo kočo še pred zoro. Tri milje stran so bili podprti s konjenico. Ko je poročnik Bull Head vstopil v kočo, je Sedeči Bik spal, privolil je, da odide s policijo in zaprosil, da mu osedlajo konja. Večja skupina udeležencev Ghost Dance-a, mnogo večja od policijskih sil, je pred kočo izzivala policijo. Plesalec Catch-the-Bear, je povlekel puško in ustrelil poročnika Bull Heada od strani. V poskusu, da ustreli nazaj, je po nesreči zadel Sedečega bika. Nakar je drug policaj, Red Tomahavk, ustrelil Sedečega bika v glavo. Njegovo telo naj bi bilo pokopano v bližnjem Fort Yates, toda 1953 je bil prenesen v Mobridge, Južna Dakota od Sujiev, ki so zahtevali, da je njegov grob bližje njegovemu rojstnemu kraju. Nekateri Suji in zgodovinarji so ovrgli to trditev s stališčem, da prenešeni posmrtni ostanki niso od Sitting Bulla.
1893 - koča na Grand River je bila prenesena v Chicago kot del World's Columbian Exposition; razstavljena skupaj s plesi prvotnih ameriških naseljencev in s pripisom "War Dance Given Daily."
Hoolywodski filmi, ki prikazujejo Sitting Bulla in njegovo življenje: The Hostile Sioux Indian Chief (1914), Sitting Bull at the Spirit Lake Massacre (1927), Sitting Bull (1954), Buffalo Bill and the Indians or Sitting Bull's History Lesson (1976), and Bury My Heart at Wounded Knee (2007). 
1996 - 6. marca je Standing Rock plemenski svet Sujiev glasoval za preimenovanje Standing Rock College v  Sitting Bull College v čast Sitting Bulla.